# JFK (film)
JFK är en amerikansk historisk dramathrillerfilm från 1991 i regi av Oliver Stone. Stone skrev även filmens manus tillsammans med Zachary Sklar, baserat på två böcker, av Jim Marrs och Jim Garrison. Garrison är även med i filmen i en mindre roll, som Earl Warren. Filmen bygger på utredningen av mordet 1963 på USA:s president John F. Kennedy och rättegången mot Clay Shaw som ägde rum mellan januari och mars 1969. Filmen hade premiär 20 december 1991 i USA. I Sverige hade JFK premiär den 31 januari 1992 på biografen  Rigoletto i Stockholm. På Oscarsgalan 1992 fick filmen åtta nomineringar för bland annat bästa film, bästa regi, bästa manliga biroll till Tommy Lee Jones, bästa manus efter förlaga, bästa filmmusik och bästa ljud. Den vann två, för bästa foto och bästa klippning.

## Handling
Åklagaren Jim Garrisons (Kevin Costner) kamp att finna sanningen bakom mordet på John F. Kennedy visar sig snart vara en till synes omöjlig uppgift att klara av. Högt uppsatta människor, vissa som fortfarande är beredda att berätta vad de vet, grillas hårt av den undersökande åklagaren, och även om många år går samlar han all information han kan för att kanske slutligen kunna lägga fram bevis som talar för sig själva. Bevis som kan berätta vad som verkligen hände den dagen då USA:s president blev mördad.

## Rollista
- Kevin Costner - Jim Garrison, allmän åklagare i New Orleans
- Kevin Bacon - Willie O'Keefe
- Tommy Lee Jones - Clay Shaw/Clay Bertrand
- Laurie Metcalf - Susie Cox, assisterande allmän åklagare i New Orleans
- Gary Oldman - Lee Harvey Oswald
- Beata Poźniak - Marina Oswald Porter
- Michael Rooker - Bill Broussard, assisterande allmän åklagare i New Orleans
- Jay O. Sanders - Lou Ivon
- Sissy Spacek - Liz Garrison
- Brian Doyle-Murray - Jack Ruby
- Gary Grubbs - Al Oser
- Wayne Knight - Numa Bertel
- Jo Anderson - Julia Ann Mercer
- Vincent D'Onofrio - Bill Newman
- Pruitt Taylor Vince - Lee Bowers
- Joe Pesci - David Ferrie
- Jack Lemmon - Jack Martin
- Ed Asner - Guy Banister
- Walter Matthau - Russell B. Long, senator
- Donald Sutherland - X, överste
- John Candy - Dean Andrews Jr.
- Sally Kirkland - Rose Cheramie
- Tony Plana - Carlos Bringuier
- Dale Dye - "Y", general
- John Larroquette - Jerry Johnson
- Bob Gunton - TV Newsman #3
- Willem Oltmans - George de Mohrenschildt
- Ron Rifkin - Mr. Goldberg/Spiesel
- Jim Garrison - Earl Warren

## Filmpriser
| Priser och nomineringar    | Priser och nomineringar         | Priser och nomineringar                             | Priser och nomineringar |
| Utmärkelse                 | Kategori                        | Mottagare                                           | Resultat                |
| -------------------------- | ------------------------------- | --------------------------------------------------- | ----------------------- |
| Oscar (64:e)               | Bästa foto                      | Robert Richardson                                   | Vann                    |
| Oscar (64:e)               | Bästa klippning                 | Joe Hutshing och Pietro Scalia                      | Vann                    |
| Oscar (64:e)               | Bästa film                      | A. Kitman Ho och Oliver Stone                       | Nominerad               |
| Oscar (64:e)               | Bästa regi                      | Oliver Stone                                        | Nominerad               |
| Oscar (64:e)               | Bästa manliga biroll            | Tommy Lee Jones                                     | Nominerad               |
| Oscar (64:e)               | Bästa manus efter förlaga       | Oliver Stone och Zachary Sklar                      | Nominerad               |
| Oscar (64:e)               | Bästa filmmusik                 | John Williams                                       | Nominerad               |
| Oscar (64:e)               | Bästa ljud                      | Michael Minkler, Gregg Landaker och Tod A. Maitland | Nominerad               |
| Golden Globe Awards (49:e) | Bästa regi                      | Oliver Stone                                        | Vann                    |
| Golden Globe Awards (49:e) | Bästa film – drama              | JFK                                                 | Nominerad               |
| Golden Globe Awards (49:e) | Bästa manliga huvudroll – drama | Kevin Costner                                       | Nominerad               |
| Golden Globe Awards (49:e) | Bästa manus                     | Oliver Stone och Zachary Sklar                      | Nominerad               |